# Alchemilla amphibola
Alchemilla amphibola é uma espécie de rosácea do gênero Alchemilla, pertencente à família Rosaceae.